# L/Cカー
L/Cカー（LC Car）は、近畿日本鉄道（近鉄）のロングシート・クロスシートの両方に転換可能なタイプの座席であるデュアルシートを設置した一般車両につけられた愛称である。

## 登場までの経緯
近鉄では長距離運転の一般列車が多数運転されている大阪線や名古屋線には従来からクロスシート車両が多数投入されていたが、その中でも1970年に登場した2600系や派生形式である2610系・2680系は当時の国鉄115系電車などで一般的であった近郊型電車と同様の対面式固定クロスシートを装備しながらも、大阪近郊の混雑対策として片側4扉車体で落成していた。しかしながら、2600系列は立席面積が狭いために通勤輸送に難がある上にシートピッチが狭く快適性に問題があり、年月が経過するにつれて特急料金不要の一般列車でも快適性を求める傾向が出てきたために1988年には片側3扉転換クロスシート車両の5200系が投入された。
5200系の投入により、大阪線や名古屋線急行の快適性は飛躍的に向上したが、極端な混雑の無い名古屋線には適していた一方で大阪近郊の通勤輸送には問題があるという課題が残っていた。そこで、混雑の激しい大阪近郊の輸送と閑散時間帯の観光輸送という相反する需要を両立させるためにロングシートとクロスシートの切替が可能なデュアルシートの開発が進められた結果、1996年に2610系2621Fを試験車として改造し、1996年2月5日より大阪線と名古屋線で試験運転を兼ねた営業運転が行われ、この試験車の運転結果を元に新造車と在来車の改造車が本格投入された。一方、クロスシートによる観光輸送需要よりも混雑対策の需要が大きかった奈良線系統においても閑散時間帯は観光輸送の需要が増加したために奈良線系統にも新造車が投入され、現在に至る。

## 概要
標準軌（同社では「広軌」と称す）の幹線で快速急行・急行などで運転されており、その用途から急行用車両に分類されることもあるが、実際の運用では普通列車や準急・区間準急にも使用され、種別を問わず運用されている。全て片側4扉車であるため、編成両数が同一であれば片側4扉ロングシート車両と同一の運用に組まれていることが多い。大阪線と名古屋線に配置される編成には長距離列車や団体貸切運用を考慮してトイレを装備した車両が編成中に1両（大阪線所属の5820系は2両）連結されている。
改造車と新造車では車体設計が異なるため、車両定員や冷房装置、車端部ロングシートの配置に微妙な差異があるものの、全車両に共通する部分としてドア間中央のデュアルシートは両側に2人掛けシートが3組で12席、車端部はロングシートとした座席配置となっており、乗降扉の両側に手すりを兼ねた仕切り壁が設置されている。新造車は全てバリアフリー対応車両（大阪線所属の5820系は車椅子対応トイレも装備）であり、改造車も全編成のTc車連結側に車椅子スペースの整備が行われている。
1996年10月1日に「L/Cカー・デュアルシート」は通商産業省選定のグッドデザイン商品（輸送機器部門）に選定されている。なお、鉄道車両のシートが選定されたことは、通商産業省が1957年にグッドデザイン（Gマーク）商品選定制度を創設して以来初めてのケースであった。
近鉄の車両でのつり革は丸型であるのが通例だが、L/Cカーのうち、8A系を除く各形式では、優先座席以外の前にも三角形のものが取り付けられている（8A系はすべて丸型）。

## 車両形式
狭義では新造形式の5800系・5820系・8A系を指すが、広義では以下の5形式から構成される。
2025年1月時点では、改造形式も含め、4両編成15本（60両）、6両編成14本（84両）の合計144両が在籍している。
- 試作改造L/Cカー 
  - 2610系 2621F（1996年導入開始[1]。名古屋線所属[9]）
- 量産改造L/Cカー
  - 2610系 2626F・2627F（1997年導入開始[1]。名古屋線所属[9]）
  - 2800系 2811F・2813F・2815F（1997年導入開始[1]。名古屋線所属[9]）
- 新造L/Cカー
  - 5800系 6両編成7本・4両編成1本（1997年導入開始[1]。奈良線・大阪線・名古屋線所属[9]）
  - 5820系 6両編成7本（2000年導入開始[2][3]。奈良線・大阪線所属[9]）
  - 8A系 4両編成8本（2024年導入開始[11]。奈良線所属[10]）
  - 1A系 4両編成（2025年度以降順次導入予定[12]。大阪線・名古屋線所属）
  - 1B系 3両編成（2026年度以降順次導入予定[12]。名古屋線所属。トイレは省略）
  - 6A系 4両編成（2026年度以降順次導入予定[12]。南大阪線所属）

## その他
このデュアルシートは厳密には近鉄で発案されたものではなく、1972年に日本国有鉄道（国鉄）のクハ79929で同種のアイデアに基づくロング/クロスシート可変機構を試作搭載して実験した、という前史が存在する。こちらは機構的な洗練度が低く（座席の背もたれはロングシートに準じた低いものとなっていた）、また当時の輸送事情では導入が困難であったために実用化は見送られたが、4扉通勤車でラッシュ時の収容力確保と閑散時および長距離客の快適性の両立を図るこの構想は、実は国鉄時代の吹田工場で発案されたものであった。

## 他社の同種の車両
同種の機構を採用した車両については以下の実例がある。首都圏および信州ではクロスシートでの運用時は座席指定制の列車に用いられる事例が多い。
- 国鉄 - 前述の通り、試作車ではあるがクハ79929号車が元祖となる。
- JR東日本 - このうち、209系とE331系は座席収納装置をつけた可変式（「2WAYシート」と呼称）であり、L/Cカーとは機構が若干異なる。
  - 205系3100番台 - 2015年以降、ロングシートに固定された状態で運転されている。
  - E331系（廃車済）
  - 209系3000番台（廃車済）
- 東武鉄道 - 「マルチシート」と呼称。
  - 50090型 - TJライナー・川越特急
  - 70090型 - THライナー
- 西武鉄道
  - 40000系（0番台） - S-TRAIN・拝島ライナー
- 京王電鉄
  - 2代目5000系 - 京王ライナー・Mt.TAKAO号
- 東急電鉄
  - 6000系・6020系・5050系 - Qシート（座席指定サービスの名称であり、シート名の呼称ではない）
- しなの鉄道
  - SR1系100番台（ライナー車両） - しなのサンライズ号・しなのサンセット号・軽井沢リゾート号
- 京浜急行電鉄
  - 1000形1890番台（20・21次車） - Le Ciel（鉄道車両の愛称であり、シート名の呼称ではない）[14]
- 一畑電車
  - 8000系[15]